# Pibaoré
Pibaoré è un dipartimento del Burkina Faso classificato come comune, situato nella Provincia  di Sanmatenga, facente parte della Regione del Centro-Nord.
Il dipartimento si compone del capoluogo e di altri 22 villaggi: Bagadogo, Boalin, Foulba, Gandi, Kaogo, Kaonguin-Sanrgo, Lado-Peulh, Lahagui, Mastenga, Nabdogo, Nabi-Sanrgo, Niangré-Tansoba, Niniongo, Ouala, Oualogotenga, Ouédéguin, Péotenga, Soussé-Sanrgo, Tanyoko-Mossi, Tanyoko-Peulh, Vowogdo e Zoamba.